# Skoklack

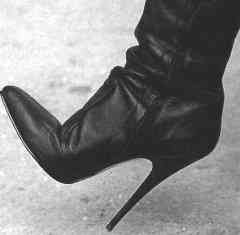
Stövel med extrem stilettklack.

Klacken är en skodonsdetalj som är placerad under hälen. Denna "avsats" under sulan har genom historien syftat till att förlänga bäraren, undvika gatusmuts, passa in i stigbyglar eller som en erotisk signal. Klacken är i regel gjord av ett hårdare material.

## Historik
Klackskons historia går långt tillbaka i tiden. Under antiken bar egyptiska slaktare klackar "för att höja sig över de dödliga". Mongoliska ryttare hade klackar för att få fastare grepp i stigbygeln. 
Då den kortvuxna Katarina av Medici 1533 gifte sig med dåvarande hertigen av Orléans, bar hon styltklackar, så kallade chopine, och skapade ett första klackmode. Styltklackarna kunde vara upp till 35 centimeter höga, varför man behövde käpp för att balansera på dem. De visade sig utmärkta på teatern för skådespelare som skulle höja sig över mängden.
På 1600- och 1700-talet var höga klackar tecken på att man tillhörde högre klasser, och användes av både män och kvinnor. Särskilt märkvärdigt var röda klackar på Ludvig XIV:s tid, en detalj som förbjöds under och efter franska revolutionen. 

## Klacktyper i urval
- Blockklack, helt rak och klumpig klack, modell skyskrapa.
- Chockklack, rak klack som strävar ut i vinkel från hälen.
- Commaklack, C-formad klack svängd inåt mot hålfoten.
- Cromwell, hög klack svängd utåt, rak inåt, med fäste precis mot hålfoten, en modifierad västerländsk variant på den kinesiska lotusskon.
- Engelsk klack, rak klack med cirkelsvängd insida.
- Fransk klack, 1700-tal, rak insida, svängd från hälen.
- Kilklack, trekantig klack som går i kil in under hålfoten, populär på 1930-talet.
- Kubansk klack, konformad träklack i flera lager, rak in mot hålfoten, snedställd utifrån. Den typiska westernbootklacken.
- Louis XIV, 1700-tal, sula och klack i en sektion, helt rak och rödfärgad.
- Platåsula/Styltklack, sula och klack i platå, klackarna upp till 20–25 cm höga.
- Pompadourklack, 1700-tal, kort kurvig klack, svängd likt ett timglas.
- Pyramidklack, variant på spansk klack, trekantsformad klack uppbyggd i tre faser, som tre klossar på varandra.
- Spansk klack, trekantsformad klack, rak insida och kantig yttersida, själva klackavtrycket blir trekantigt.
- Spolklack, rak, rund och klumpig klack.
- Esilexklack, en lite tjockare modell av stilettklack. Sitter vanligast på knähöga stövlar.
- Uranevklack, en avsmalnande klack från hälens fäste till marken. Sitter till 97% på stövlar
- Stilettklack, hög, extremt smal klack, först kallad spikklack, sitter vanligast på pumps eller stövlar.
- Taxklack, mycket kort, svängd och krum klack.